# Petit guide pour mari volage
Pour plus de détails, voir Fiche technique et Distribution.
Petit guide pour mari volage (A Guide for the Married Man) est un film américain, une comédie farce, réalisé par Gene Kelly, sorti en 1967.
Le film est interprété par Walter Matthau, Robert Morse, et Inger Stevens, avec la présence de nombreuses vedettes invitées dont Lucille Ball, Jack Benny, Terry-Thomas, Jayne Mansfield, Sid Caesar, Carl Reiner, Joey Bishop, Art Carney et Wally Cox. La chanson-titre est composée par John Williams avec des paroles de Leslie Bricusse, et chantée par le groupe The Turtles.

## Synopsis
Paul Manning découvre un jour que son cher voisin et ami Ed Stander a trompé sa femme. Curieux, il questionne Ed à ce propos ; il découvre alors les tactiques utilisées par les hommes qui ont commis l'adultère avec succès. 
Au cours de chaque nouvelle « leçon », Paul ne peut s'empêcher de lorgner la jolie blonde Irma Johnson qui vit juste à côté.   
Paul arrive presque à tromper sa propre femme, mais n'y parvient jamais complètement. Dans une scène, vers la fin du film, alors qu'il est dans une chambre de motel avec Jocelyn, une riche divorcée, Paul entend le son d'une sirène qui se rapproche. Il voit par la fenêtre la police arriver et se diriger vers la chambre du motel où se trouvent son ami Ed et Irma Johnson. Paul en profite pour s'enfuir de l'endroit et regagner son foyer où il retrouvera sa chère épouse.

## Fiche technique
- Réalisation : Gene Kelly
- Scénario : Frank Tarloff, d'après son roman A Guide for the Married Man, as Told to Frank Tarloff, paru en 1967
- Direction artistique : Jack Martin Smith et  William Glasgow (en)
- Photographie : Joseph MacDonald
- Son : Harry Lindgren et David Dockendorf (en)
- Costumes : Moss Mabry
- Montage : Dorothy Spencer
- Musique : John Williams
- Production : Frank McCarthy
- Société de production : 20th Century Fox
- Pays d'origine :  États-Unis
- Format : Couleurs - 35 mm- Panavision - 2,35:1 - son mono (Westrex Recording System)
- Genre : comédie
- Durée : 89 minutes
- Dates de sortie : 
  - États-Unis : 25 mai 1967
  - France : 14 août 1968
- Affiche : Raymond Elseviers (titre : Guide pour mari volage, Belgique)

## Distribution
- Walter Matthau : Paul Manning
- Inger Stevens : Ruth Manning
- Sue Ane Langdon : Irma Johnson
- Robert Morse : Ed Stander
- Eve Brent : la blonde débraillée de Joe X
- Majel Barrett : Mme Fred V.
- Elaine Devry : Jocelyn
- Aline Towne : la femme de Mousey
- Claire Kelly : Harriet Stander
- Linda Harrison : Miss Stardust
- Jackie Russell : Miss Harris, la secrétaire de Manning
- Marvin Brody : le chauffeur de taxi
- Charles Wagenheim : un client du sauna

### Célébrités invitées
- Lucille Ball : Mme Joe X
- Jack Benny : Ollie 'Sweet Lips'
- Polly Bergen : Clara Brown
- Joey Bishop : Charlie
- Ben Blue : le va-nu-pied
- Sid Caesar : l'homme au Romanoff
- Art Carney : Joe X
- Wally Cox : l'homme marié 14 ans
- Ann Morgan Guilbert : la femme de Charlie
- Jeffrey Hunter : le grimpeur
- Sam Jaffe : Shrink
- Jayne Mansfield : la fille avec Harold
- Hal March : l'homme qui a perdu son manteau
- Louis Nye : Irving, l'acheteur de maison
- Carl Reiner : Rance G.
- Phil Silvers : Realtor
- Terry-Thomas : Harold 'Tiger'
- Heather Young :la fille au mégaphone
- Marty Ingels : le mangeur de viande
- Michael Romanoff : le maître d'hôtel du Romanoff

## Tournage
Le film a été tourné du 10 octobre 1966 à décembre de la même année dans les studios de la 20th Century Fox à Los Angeles en Californie, et pour les décors naturels, à Santa Monica et dans des quartiers de Los Angeles.

## Appréciation critique
« Petit guide pour mari volage pose l'hypothèse douteuse que l'adultère est acceptable, tant qu'on peut s'en sortir impunément, puis entreprend de démontrer que c'est impossible .
Comme dans tant d'essais hollywoodiens de comédies sur le sexe, tout le monde en parle mais personne ne fait grand chose.
Ce que font ici les hommes, c'est lorgner et ricaner à toute occasion. Gene Kelly, réalisateur, et Frank Tarloff, auteur, ont dépoussiéré et policé une série de blagues de vestiaire sur les hommes mariés surpris à courir le jupon, incarnés par des visages célèbres et filmés avec de gros moyens. »

— Tony Mastroianni, Cleveland Press, 9 août 1967

## Box office
Selon les chiffres de la Fox, le film a rapporté 7 355 000 $. Cette somme dépasse les 5 900 000 $ nécessaires pour commencer à être rentable.